# Chiller (computerspel uit 1985)
Chiller is een computerspel dat werd uitgegeven door Mastertronic. Het spel kwam in 1985 uit voor de Commodore 64, ZX Spectrum en de MSX. Een jaar later volgde een versie voor de Amstrad CPC. Terwijl je je vrouw probeert te redden uit een spookhuis, raakt de brandstof van je auto op en moet je te voet verder. De speler moet door een bos, cinema, getto en kerkhof lopen.

## Platform
| jaar | platform                       |
| ---- | ------------------------------ |
| 1985 | Commodore 64, MSX, ZX Spectrum |
| 1986 | Amstrad CPC                    |

## Ontvangst
| Beoordeeld door | Platform     | Jaar | Score |
| --------------- | ------------ | ---- | ----- |
| Tilt            | Commodore 64 | 1985 | 50%   |